# 格奧爾基·烏里揚諾夫
格奧爾基·弗拉基米羅維奇·烏里揚諾夫（俄語：Гео́ргий Влади́мирович Улья́нов，羅馬化：Geórgiy Vladímirovich Ul'yánov，1985年9月12日—）是一名俄羅斯足球運動員，曾效力雅羅斯拉夫爾辛歷克足球會、甸拿堡足球會、舍克斯納切列波韋茨足球俱樂部、道加瓦足球俱樂部。

## 外部連結
- Soccerway資料庫：格奧爾基·烏里揚諾夫
- 格奧爾基·烏里揚諾夫在Transfermarkt上的资料